# Кавалла (річка)
Кавалла, також відома як Каваллі, Юбу та Діугу- це річка в Західній Африці, що тече крізь Гвінею (біля витоків), Кот-д'Івуар і Ліберію. Річка не судноплавна через численні пороги і мілини, однак протягом століть біла важливим транспортним коридором для народів Західної Африки.

## Географія

Басейн Кавалли

Річка бере початок на західному схилі гори Німба, в  заповіднику Мон-Німба. Тече з півночі на південь територією Кот-д'Івуару, далі течією формує кордон між Кот-д'Івуаром і Ліберією. Впадає в Гвінейську затоку на 22 км східніше міста Харпер на мисі Пальмас в Ліберії. 
Загальна довжина — 515 км, площа басейну— 30 225 км².
Назва Кавалли походить з португальської, і означає вид скумбрії, що зустрічається у гирлі річки.

## Гідрометрія
Стік води сильно залежить від сезону:
- У верхів'ях, на гідрографічній станції Flampleu, Кот-д'Івуар, водозбірний басейн 2 470 км², максимальний стік у вересні—104 м³/с, мінімальний у березні—4 м³/с
- В середній течії, на гідрографічній станції Tai, Кот-д'Івуар, водозбірний басейн 13 750 км², максимальний стік у вересні—386 м³/с, мінімальний у березні—15 м³/с
- Біля гирла, на гідрографічній станції Tate, Кот-д'Івуар, водозбірний басейн 28 800 км², максимальний стік у вересні—1485 м³/с, мінімальний у березні—150 м³/с

Стік річки на гідрографічній станції Tai в м³/с

## Площа водозбору
Площа водозбору ріки Кавалла ділиться між Гвінеєю, Кот-д'Івуаром і Ліберією так:
| Країна          | Площа [км²] | Процент |
| --------------- | ----------- | ------- |
| Кот-д'Івуар     | 16.600      | 54,8    |
| Ліберія         | 12.240      | 40,4    |
| Гвінея          | 1.437       | 4,7     |
| Кавалла загалом | 30.277      | 100,0   |

## Притоки
Більшість приток Кавалли невеликі, за виключенням Dube, Hana і Ghee вони значно коротші за 100 км. Площі водозбору відповідно малі. Площа водозбору Кавалли ділиться подібним чином:
| Назва річки     | Площа водозбору [km²] | Довжина притоки [km] | Відсоток від площі водозбору | Напрямок притоки |
| --------------- | --------------------- | -------------------- | ---------------------------- | ---------------- |
| Doui            | 504                   | 42                   | 1,7                          | Ліва             |
| La Goin         | 757                   | 64                   | 2,5                          | Ліва             |
| Doue (Droni)    | 624                   | 57                   | 2,1                          | Ліва             |
| Debe            | 764                   | 52                   | 2,5                          | Ліва             |
| Nse             | 1.249                 | 61                   | 4,1                          | Ліва             |
| Hana            | 4.494                 | 115                  | 14,8                         | Ліва             |
| Dube            | 6,248                 | 279                  | 20,6                         | Права            |
| Neka            | 546                   | 49                   | 1,8                          | Ліва             |
| Gbeh            | 1.101                 | 63                   | 3,6                          | Права            |
| Tablou          | 664                   | 60                   | 2,2                          | Ліва             |
| Ghee            | 1,071                 | 111                  | 3,5                          | Права            |
| Muno            | 454                   | 64                   | 1,5                          | Ліва             |
| Всього притоків | 18.476                | 1.017                | 61,0                         |                  |
| Кавалла         | 11.801                | 861                  | 39,0                         |                  |
| Загалом         | 30.277                | 1,878                | 100,0                        |                  |